# تیم ملی فوتبال سومالی
تیم ملی فوتبال سومالی (به عربى: منتخب الصومال لكرة القدم) نماینده کشور سومالی در مسابقات بین‌المللی و آفریقایی است که زیر نظر فدراسیون فوتبال سومالی فعالیت می‌کند.
یکی از اعضای کنفدراسیون فوتبال آفریقا (saf) است.
اولین بازی رسمی این تیم در تاریخ ۲ نوامبر ۱۹۶۳ میلادی در برابر تیم ملی فوتبال کره شمالی برگزار شده است.
کاپیتان تیم ملی سومالی عبدالصمد عبداللهی است.
در حالی که طولانی ترین کاپیتان سومالی حسن بابای بوده است.